# アリシア・マーカス
バイオハザード (映画)シリーズの登場人物で、T-ウイルスを発見したアンブレラ社の創設者マーカス博士の娘。プロジェリアという急速に老いていく病に罹っている。
プロジェリアに対抗するウイルスを発見した博士が娘に投与することで老化のスピードは抑えられたが、接種した他の患者たちが副作用でアンデッド化してしまう。ウイルスの開発・使用に危機感を覚えた博士は意見の異なるもう一人の経営者アイザックスの命を受けたウェスカーに殺され、アリシアとアイザックスがアンブレラ共同経営者となる。更にアイザックスは博士が生前遺していたアリシアの幼少期のデータを用い、アンブレラ社の人工知能レッドクイーンを製造した。（レッドクイーンはこのため幼少期のアリシアの姿や声をしている）
物語後半。アリス、クレアがアイザックス、ウェスカー、ドクによる窮地に陥っていたところへ現れたアリシアの容姿が70~80代だったことから、プロジェリアは完治できなかったようであった。アイザックスにある事実を告げられたアリスはショックを受け放心状態となり、絶体絶命の状況下に地位を利用してウェスカーを解雇する。一般人となったウェスカーはレッドクイーンが追い打ちをかけたことで瀕死、クレアはドクを始末して負傷し、アリスとアイザックスの一騎打ちとなる。戦闘後アリス、クレア、アイザックスはハイブから脱出。レッドクイーンにアリスへの遣いを託したアリシアは、ウェスカーやアンブレラ社幹部と共にハイブの爆発に巻き込まれ死亡した。